# كريس ديكر
كريس ديكر (بالهولندية: Chris Dekker)‏ (6 ديسمبر 1945 زانستاد هولندا - ) هو لاعب كرة قدم هولندي يلعب كمدافع.

## وصلات خارجية
كريس ديكر على موقع قاعدة بيانات كرة القدم.إي يو (الإنجليزية)
- كريس ديكر على موقع ناشيونال فوتبول تيمز (الإنجليزية)
- كريس ديكر على موقع عالم كرة القدم.نت (الإنجليزية)